# 23-й армейский корпус (вермахт)
23-й армейский корпус (нем. XXIII. Armeekorps), сформирован 18 сентября 1939 года.

## Боевой путь корпуса

### 1940 год
В мае-июне 1940 года — участие в захвате Бельгии и Франции.
С 22 июня 1941 года — участие в германо-советской войне. Бои в Литве, затем в районе Смоленска, Вязьмы, Ржева.
В 1942 году — бои в районе Ржева.
В 1943 — бои в районе Орла, затем отступление в Белоруссию.
В 1944 — бои в Белоруссии, отступление в Польшу.
В 1945 — бои в Восточной Пруссии.

## Состав корпуса
|  | В июне 1940: - 73-я пехотная дивизия - 82-я пехотная дивизия - 86-я пехотная дивизия В июле 1941: - 86-я пехотная дивизия - 110-я пехотная дивизия - 206-я пехотная дивизия В июне 1942: - 1-я танковая дивизия - 102-я пехотная дивизия - 110-я пехотная дивизия - 129-я пехотная дивизия - 253-я пехотная дивизия |  | В июле 1943: - 78-я штурмовая дивизия - 216-я пехотная дивизия - 383-я пехотная дивизия В ноябре 1944: - 7-я пехотная дивизия - 299-я пехотная дивизия - 5-я лёгкая пехотная дивизия - 541-я народно-гренадерская дивизия В марте 1945: - 23-я пехотная дивизия - 35-я пехотная дивизия - 83-я пехотная дивизия - 232-я пехотная дивизия - 357-я пехотная дивизия - 542-я народно-гренадерская дивизия |

## Командующие корпусом
- С 26 октября 1939 — генерал пехоты Альбрехт Шуберт
- С 25 июля 1942 — генерал пехоты Карл Хильперт
- С 19 января 1943 — генерал пехоты Йоханнес Фрисснер
- С 7 декабря 1943 — генерал-лейтенант Ханс фрайхерр фон Функ
- С 2 февраля 1944 — генерал инженерных войск Отто Тиман
- С 12 октября 1944 — генерал пехоты Вальтер Мельцер